# 음운론

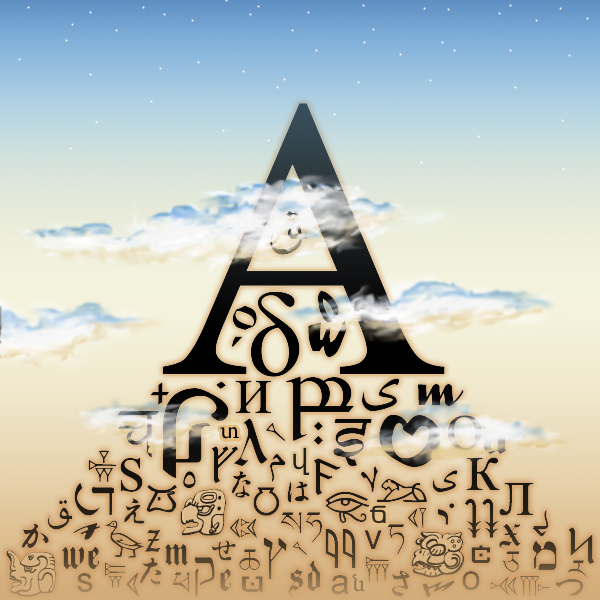

음운론(音韻論, 영어: phonology)은 언어학의 하위 분야의 하나로 특정 개별 언어 또는 여러 언어의 소리 체계를 연구하는 분야이다. 음성학이 말소리의 물리적인 발성과 인지를 연구하는 데에 비해 음운론은 주어진 언어 내에서 또는 범언어적으로 소리가 어떻게 기능하는가를 기술한다.
음운론의 중요한 연구 분야 중의 하나는 한 개별 언어 내에서 어떠한 소리가 변별적 단위를 이루는가를 연구하는 것이다. 예를 들어, 한국어에서 /ㅂ/, /ㅍ/, /ㅃ/는 변별적인 소리 단위이며 이들을 음소라고 한다. 이들이 서로 다른 음소라는 것은 ‘불’, ‘풀’, ‘뿔’과 같은 서로 다른 의미를 지칭하는 최소대립쌍의 존재를 통해 확인할 수 있다.
동일한 음소라고 해서 음성적으로도 반드시 동일한 것은 아니다. 예를 들어, /ㅂ/의 경우에 어떤 환경에 놓여 있는가에 따라 다른 소리가 될 수 있다. ‘박수’의 첫소리 /ㅂ/은 무성음 [p]로 발음되지만 ‘수박’의 두 번째 음절의 첫소리 /ㅂ/은 유성음 [b]로 발음된다. 이들은 음성적으로는 다른 소리이며 이러한 차이는 음성학의 연구 대상이 된다.
또한, 어떠한 소리가 음소인가 아닌가는 언어에 따라 다를 수 있다. 한국어에서는 유성음과 무성음 두 소리가 구별되지 않기 때문에 ‘박수’와 ‘수박’의 /ㅂ/이 하나의 음소이지만 영어에서는 두 소리가 의미 차이를 유발하여 ‘pin’의 /p/와 ‘bin’의 /b/가 서로 다른 음소가 된다. 반면에 한국어에서는 ‘풀’의 유기음 /ㅍ/과 ‘뿔’의 무기음 /ㅃ/이 각각 독립적인 음소로 구별되는 데에 비해 영어에서는 ‘spin’의 무기음 [p]와 ‘pin’의 유기음 [pʰ]가 음성학적으로는 다름에도 불구하고 하나의 음소 /p/가 된다.
이러한 음소에 관한 연구 외에도 음운론에서는 음절 구조, 악센트, 억양, 성조, 리듬 등을 연구한다.
또한 음운론의 목적은 연구 대상 언어에 존재하는 음형(音型, 영어: sound patterns)을 연구한다.
음운론이라는 용어 대신 음소론이라는 용어가 사용되는 경우도 있다. 이 경우 동일한 분야를 지칭할 수도 있으나 음소론과 운소론을 개념 상 구별하기 위하여 사용할 수도 있다. 이러한 의미에서 음소론은 음소만을 연구 대상으로 하는 분야를 지칭하며, 운소론은 운율적 특징인 소리의 높낮이(고저), 길이(장단), 세기(강약) 등의 악센트와 억양 등 운소를 연구하는 분야를 지칭한다.

## 음소 표기
음운론에서 의미를 구별하는 소리의 제일 작은 단위를 음소라고 한다. 음소는 /t/, /d/, /k/, /ɡ/처럼 / /로 표기한다.

## 한 언어의 음소 개수
홀소리의 수는 적게는 2개(압하스어)에서 많게는 55개(세당어)까지 있고, 닿소리의 수도 6개(로토카스어)에서 117개(꽁옹어)까지 다양하다. 전체 음운은 적게는 10개(피라하어), 11개(로토카스어), 12개(하와이어)가 있는 언어부터 많게는 141개(꽁옹어)까지 있는 언어도 있다.

## 음형의 정의

#### 대상 언어에 존재하는 음운목록
단어의 뜻을 구별시킬 수 있는(변별적 기능)을 가지는 음의 집합

#### 형태소 내에서 그들 음운의 가능한 배열
음운들의 분포 제약 ①음소들 상호간의 배열 제약 ②개별 음소의 분포 제약

#### 어간과 어미의 기저형이 통합하는 경우에 일어나는 음운과정
어간의 기저형과 어미의 기저형이 통합하는 경우에 어간말이나 어미초의 형태음소가 교체,탈락,통합되거나
어간말과 어미초 사이에 새로운 음소가 첨가되는 것이다

#### 음운목록, 음운배열, 형태음운의 변화
어떤 시기와 다음 시기 사이에 일어난 변화들

## 같이 보기
- 한국어 음운론

## 참고 문헌
- 배주채 (1996). 《국어음운론 개설》. 신구문화사. ISBN 9788976682406.
- 이진호 (2005). 《국어음운론 강의》. 삼경문화사. ISBN 9788988408391.
- 전상범 (2013). 《음운론》. 서울대학교출판문화원. ISBN 9788952115539.